# Cnidoscolus
Cnidoscolus és un gènere de plantes dins la família euforbiàcia. Va ser descrit primer com a gènere el 1827. Està distribuït per Amèrica del Nord i Amèrica del Sud, incloent les Antilles Occidentals.
La seva etimologia és del grec κνίδη (genoll), i σκολος (skolos), "espina"

## Taxonomia
1. Cnidoscolus aconitifolius - Mèxic
2. Cnidoscolus acrandrus -
3. Cnidoscolus aculeatissimus - Estat de Goiás, Minas Gerais, Rio de Janeiro
4. Cnidoscolus adenoblepharus - Estat de Bahia
5. Cnidoscolus adenochlamys - n. Brasil, les Guaianes
6. Cnidoscolus aequatoriensis - Equador
7. Cnidoscolus albibracteatus - Estat de Guerrero
8. Cnidoscolus albidus - NE Mèxic
9. Cnidoscolus albomaculatus - Paraguai, s. Brasil, NE Argentina
10. Cnidoscolus angustidens - Mèxic, Arizona
11. Cnidoscolus appendiculatus - Paraguai, Misiones
12. Cnidoscolus aurelii - Estat de Tocantins
13. Cnidoscolus autlanensis - Jalisco
14. Cnidoscolus bahianus - Brasil
15. Cnidoscolus basiacanthus - Perú
16. Cnidoscolus beckii - Bolívia
17. Cnidoscolus bellator - oest de Cuba
18. Cnidoscolus byssinus - estat de Bahia
19. Cnidoscolus cajamarcensis - Perú
20. Cnidoscolus calcareus - Mato Grosso do Sul
21. Cnidoscolus calyptratus - estat de Goiás
22. Cnidoscolus calyptrodontus - estat de Bahia
23. Cnidoscolus ceballosii - estat de Bahia
24. Cnidoscolus cervii - Mato Grosso do Sul
25. Cnidoscolus conicus - Minas Gerais
26. Cnidoscolus diacanthus - Perú
27. Cnidoscolus egregius - Estat de Puebla, Estat d'Oaxaca
28. Cnidoscolus elasticus - nord i centre de Mèxic
29. Cnidoscolus fimbriatus - Veneçuela
30. Cnidoscolus froesii - Brasil
31. Cnidoscolus graminifolius - Estat de Tocantins
32. Cnidoscolus guatimalensis - Guatemala
33. Cnidoscolus halteris - Pernambuco, estat de Bahia
34. Cnidoscolus hamosus - E. Brasil
35. Cnidoscolus hypokerinus - estat de Bahia
36. Cnidoscolus hypoleucus - Perí
37. Cnidoscolus inaequalis - Estat de Goiás, Mato Grosso do Sul
38. Cnidoscolus infestus - E. Brasil
39. Cnidoscolus jaenensis - Perú
40. Cnidoscolus kunthianus - Colòmbia, Veneçuela, Guyana
41. Cnidoscolus leuconeurus - Paraguai
42. Cnidoscolus liebmannii - Puebla
43. Cnidoscolus liesneri - regió de Cajamarca
44. Cnidoscolus loasoides - Paraguai, NE Argentina
45. Cnidoscolus lombardii - Minas Gerais
46. Cnidoscolus longibracteatus - Guatemala
47. Cnidoscolus longipes - Colòmbia
48. Cnidoscolus maculatus - Baja California Sur, Sonora, Estat de Colima
49. Cnidoscolus magni-gerdtii - Estat de Bahia
50. Cnidoscolus maracayensis - Canindeyú
51. Cnidoscolus matosii - E Cuba
52. Cnidoscolus megacanthus - Estat d'Oaxaca, Amèrica Central
53. Cnidoscolus minarum - estat de Bahia, Minas Gerais
54. Cnidoscolus mitis - Mato Grosso
55. Cnidoscolus monicanus - Michoacán
56. Cnidoscolus monsanto - estat de Bahia
57. Cnidoscolus multilobus - Mèxic, Amèrica Central
58. Cnidoscolus oligandrus - SE Brasil
59. Cnidoscolus orientensis - Bolívia
60. Cnidoscolus palmeri - Baja California Sur, Sonora
61. Cnidoscolus paucistamineus - Mato Grosso, Mato Grosso do Sul
62. Cnidoscolus pavonianus - Perú
63. Cnidoscolus piranii - Estat de Bahia
64. Cnidoscolus populifolius - Bahia
65. Cnidoscolus pteroneurus - Paraguai
66. Cnidoscolus pubescens - Brasil
67. Cnidoscolus pyrophorus - Perú
68. Cnidoscolus quercifolius - E. Brasil
69. Cnidoscolus rangel - Pinar del Río
70. Cnidoscolus regina - Sierra Sagua Baracoa a Cuba
71. Cnidoscolus rostratus - C. + SW Mèxic
72. Cnidoscolus rotundifolius - NE Mèxic
73. Cnidoscolus rupestris - Bahia
74. Cnidoscolus rzedowskii - Querétaro de Arteaga, Guanajuato
75. Cnidoscolus sellowianus - Brasil
76. Cnidoscolus serrulatus - Paraguai
77. Cnidoscolus shrevei - Estat de Durango, Coahuila de Zaragoza
78. Cnidoscolus sinaloensis - Sinaloa, Nayarit
79. Cnidoscolus souzae - S. Mèxic, Belize, Guatemala
80. Cnidoscolus spathulatus Goiás, São Paulo
81. Cnidoscolus spinosus - SW Mèxic
82. Cnidoscolus stimulosus - SE EUA
83. Cnidoscolus subinteger - Paraguai, Mato Grosso do Sul
84. Cnidoscolus tehuacanensis - Estat de Puebla, Estat d'Oaxaca
85. Cnidoscolus tepiquensis - Sinaloa, Jalisco, Nayarit
86. Cnidoscolus texanus - SC USA
87. Cnidoscolus tridentifer - Mato Grosso do Sul
88. Cnidoscolus tubulosus - des de Mèxic a Argentina
89. Cnidoscolus ulei - Bahia
90. Cnidoscolus urens - Mèxic, Central + Amèrica del Sud, West Indies, SE USA
91. Cnidoscolus urentissimus - Espírito Santo, Minas Gerais
92. Cnidoscolus urnigerus - E. Brasil
93. Cnidoscolus vitifolius - Brasil, Bolívia, NW Argentina

## Anteriorment inclosos dins del gènere
- C. obtusifolius - Jatropha mutabilis
- C. surinamensis - Astraea lobata